# Oxycilla ondo
Oxycilla ondo är en fjärilsart som beskrevs av Barnes 1907. Oxycilla ondo ingår i släktet Oxycilla och familjen nattflyn. Inga underarter finns listade i Catalogue of Life.